# Estàtua d'Adiyogi Xiva
L'Estàtua d'Adiyogi (també coneguda com Bust d'Adiyogi Xiva, Adiyogi de 112 Peus o simplement Adiyogi) és una estàtua d'acer de 34 m d'alçada (112 peus), 45 m de fons i 25 m d'amplària, que representa el primer iogui (Adiyogi) com a Thirunamam[nota 1] a Coimbatore, Tamil Nadu, a l'Índia. La Guinness World Records l'ha considerada la "major escultura de bust" del món. Projectada per Sadhguru Jaggi Vasudev, pesa prop de 500 tones (490 tones llargues; 550 tones curtes).
Adiyogi es refereix al "primer iogui" o Xiva com a creador del ioga.
Adiyogi es troba a l'Isha Yoga Center. La seua alçada, de 112 peus, simbolitza les 112 possibilitats d'assolir el mokxa (liberação) que existeixen en la cultura iogui, i també els 112 txakres del sistema humà. Un lingam anomenat "Yogeshwar Lingam" es va consagrar i se li col·locà al front. El Ministeri del Turisme de l'Índia va incloure l'estàtua en la seua campanya oficial "Incredible India". És també l'escenari d'un xou de llums i sons sobre Xiva com a iogui, inaugurat pel president de l'Índia, Ram Nath Kovind.
L'Estàtua Adiyogi fou inaugurada el 24 de febrer de 2017 pel primer ministre de l'Índia, Narendra Modi, en ocasió del Maha Shivaratri. També s'edità un llibre complementari, Adiyogi: The Source of Yoga, escrit per Vasudev. Per a la inauguració de l'estàtua, s'estrenà "Adiyogi - The Source of Yoga", música a càrrec de la Fundació Isha, cantada per Kailash Kher amb lletra de Prasoon Joshi.
Una altra estàtua d'Adiyogi de 6,4 m s'inaugurà a Tennessee, Estats Units, al 2015, per la Fundació Isha, com a part d'un estudi de ioga de 2.800 m².
Abans de la inauguració, la Direcció de la Ciutat i Planificació Urbana va afirmar, de manera polèmica, que l'estàtua s'havia construït sense permisos. No obstant això, la Junta de Districte afirmà que sí que s'hi havia rebut autorització.